# Sant'Agata de' Goti
Sant'Agata de' Goti (español: Santa Águeda de los Godos) es un municipio situado en el territorio de la provincia de Benevento, en la Campania (Italia). Se encuentra en una gran garganta del Río Isclero entre las estribaciones meridionales del Macizo del Taburno y el norte Saucolo de la montaña, donde coinciden el Valle Telesina que se inclina hacia el sur y el Valle de Maddaloni - Valle Caudina. El distrito limita con el de Caserta. Desde 2012, se unió a la Asociación de los Pueblos más bellos de Italia.

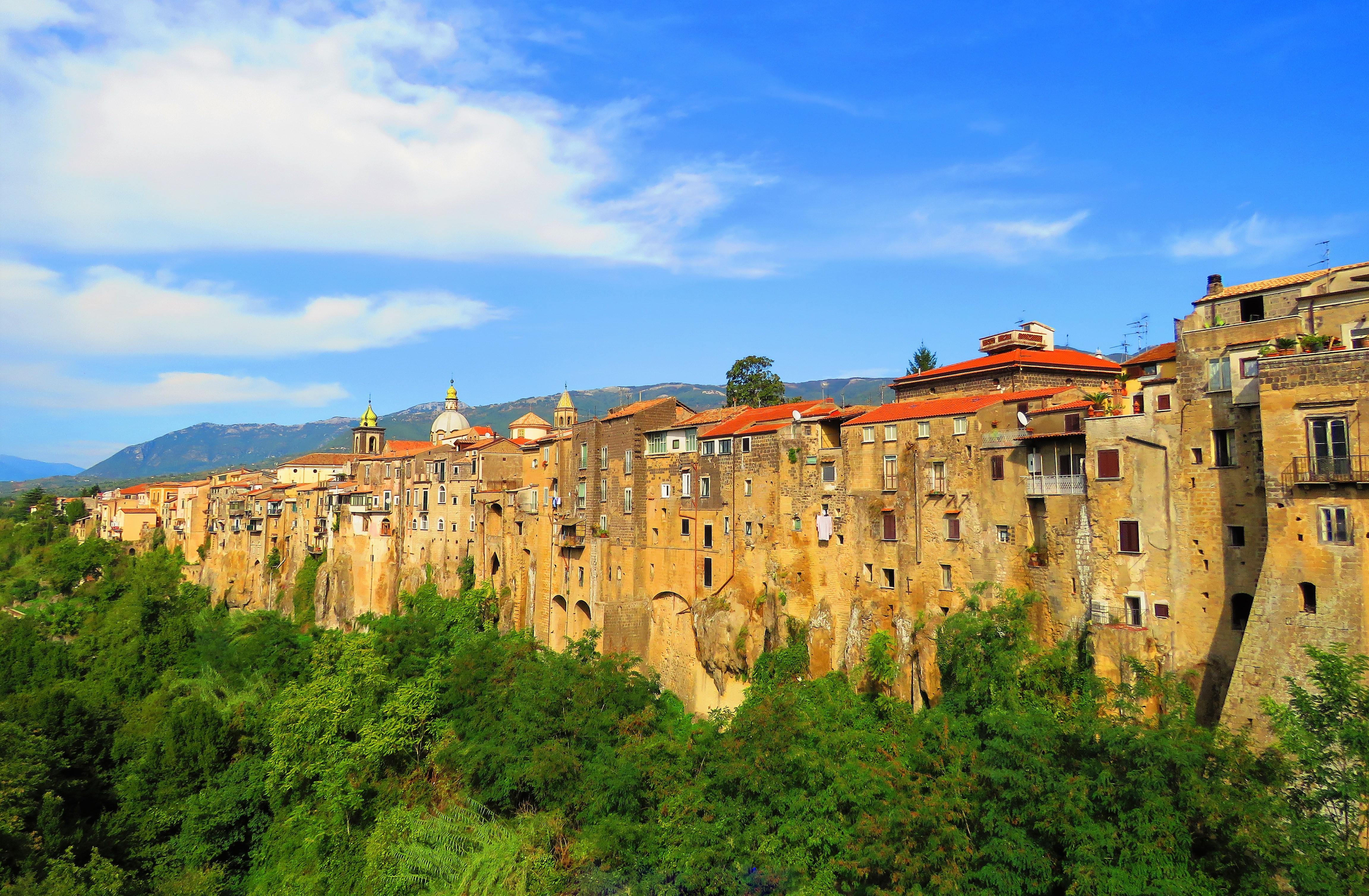
Las casas colgadas en el casco antiguo

## Etimología
El nombre se refiere al culto a la patrona de la ciudad de Sant'Agata. La determinación hace referencia a una colonia de Godos que se asentaron en el lugar.

## Historia
De acuerdo a los estudios históricos más fiables, se encuentra sobre Satícula, ciudad samnita en la frontera de Campania, mencionada en el 343 antes de Cristo, donde el cónsul Cornelio acampó durante la primera guerra samnita, puesto que se arriesgaba a perder el ejército y se salvó gracias a la habilidad de Decio. En 315 aC, durante la segunda guerra samnita, Satícula fue sitiada por el dictador Lucio Emilio y fue tomada por Fabio. En 313 hubo una colonia y durante la segunda guerra púnica se mantuvo fiel a Roma. Menos establecida está una teoría que la identifica con la otra ciudad de Sant'Agata samnita de Plistia.
El nombre actual, Sant'Agata de 'Goti, se remonta a unos siglo más tarde, siglo VI, cuando los Godos fueron derrotados en el 553 dC en la Batalla del Vesubio, se les permitió permanecer en sus fortalezas como súbditos del imperio: así, una colonia de ellos se estableció quí. La ciudad fue tomada por los lombardos y se convirtió en parte del Ducado de Benevento; en '866, se convirtió en aliada de los Bizantinos, y fue sitiada y tomada por el emperador Luis II; en el siglo X se convirtió en un obispado. En 1038 allí se refugiaron Pandolfo IV de Capua, junto con el obispo Basilio de Monte Cassino, para escapar de Conrado II: con la ayuda de los Bizantinos la defendieron durante nueve años. En 1066 los Normandos la tomaron en posesión. En 1230 se dirigió al Papa Gregorio IX; a principios de siglo XIV a Bartolomé Siginulfo. Después al Conde de Caserta, que se vende a los provenzales Isnard De Ponteves; en 1343 se le concedió a Charles Artus, hijo natural del rey Robert y su esposa Andreana Acciaiuoli.
En 1400 perteneció al Della Ratta, en 1528 Acquaviva. Más tarde, al Cossus hasta 1674; fue comprada en 1696 por Marzio Carafa, duque de Maddaloni, en cuya familia permaneció hasta la abolición del feudalismo. La diócesis de Sant'Agata de 'Goti, de la archidiócesis sufragánea de Benevento, se remonta a tiempos muy antiguos. En 960 el obispado fue restaurado con su nombramiento como obispo de Madelfrido. Entre los obispos que se sentaron en el trono de Santa Ágata son particularmente memorables Felice Peretti (1566-1572), luego conocido como Papa Sixto V, y San Alfonso de Ligorio (1762-1775), doctor de la Iglesia y fundador de la Congregación del Santísimo Redentor.
Hay muchos restos de la época romana como: lápidas, inscripciones, columnas. Los cementerios excavados a finales del siglo XVIII en la ciudad y en San Peter Presta, cerca de allí, ha llevado al descubrimiento de varios bronces y jarrones con figuras rojas saticulani de luz sobre un fondo negro, que se conservan en el Museo Arqueológico Nacional de Nápoles, en Benevento y en algunos museos europeos.
Otros hallazgos importantes como jarrones de Mezcla, búcaro, un ovoide de aríbalo promedio Protocorinthian, jarrones arcaicos geométricos, macetas, algunos jarrones de Campania, Apulia y Lucania,, objetos de bronce y lámparas romanas, se mantienen la mayoría del tiempo en residencias privadas. Estos hallazgos expuestos a la luz en un museo local saticulano provocarían sin duda la felicidad de aficionados y estudiosos de todo el mundo.

## Territorio
El casco antiguo con preciosas obras de arte está muy bien situado en una terraza de toba entre dos afluentes del Río Isclero. Es un importante centro hortícola con una gran variedad de recursos industriales y comerciales.

## Cultura

### Museos

#### Museo Diocesano de la Iglesia de Santa María del Carmine
El museo, inaugurado en 1996 por el entonces cardenal Joseph Ratzinger, se encuentra en la iglesia barroca del Carmín. El patrimonio artístico que se conserva allí incluye materiales de diversas iglesias de la diócesis, dañados por el terremoto de 1980. Entre las obras maestras que se exhiben vemos: una colección de pinturas del siglo XVIII de varios artistas; vestimentas que pertenecían a los obispos tuvieron éxito en la diócesis; muebles y objetos sagrados de diferentes épocas; algunos hallazgos arqueológicos, como por ejemplo una hoja de paleocristiana del Siglo V-VI y una lápida del siglo XIV. El museo cuenta con una sección dedicada a los lugares en los que vivió  San Alfonso que en '700 era obispo de la diócesis de Sant'Agata de' Goti. La llamada "Sección de los lugares Alfonsiana", está situada en un ala del palacio episcopal, en las zonas que fueron habitadas por el Espíritu. Más allá de algunas reliquias como la silla utilizada para las entrevistas, el resto se mantienen a cubierto.
Sección museo:
La sección del museo se encuentra en la iglesia de Nuestra Señora del Monte Carmelo en la plaza del mismo nombre. Hay varios especímenes preservados también muy viejos como una losa paleocristiana del siglo V-VI y una lápida del abad Antonio Atardecer de 1361. Entre los cuadros expuestos hay un gótico tardío: “Piedad”, atribuida a Silvestro Buono, un destierro de Agar e Ismael (1670-1680) y una Anunciación de Giaquinto (1702).
Ubicaciones de la Sección Alfonsiana:
La sección de lugares de Alfonsiana se encuentra en un ala del palacio episcopal, en la Piazza Umberto I. El museo se divide en un patio interior (donde hay un lapidario) y en ambientes que fueron habitados por San Alfonso. No se conservan: un fresco que representa la Calise de obediencia al obispo del clero (1614), la silla episcopal utilizada por el santo cuando dio audiencias, y tratados y textos de los procesos de beatificación y canonización.

### Iglesias y otros edificios religiosos Santagatesi

#### Catedral de Sant'Agata

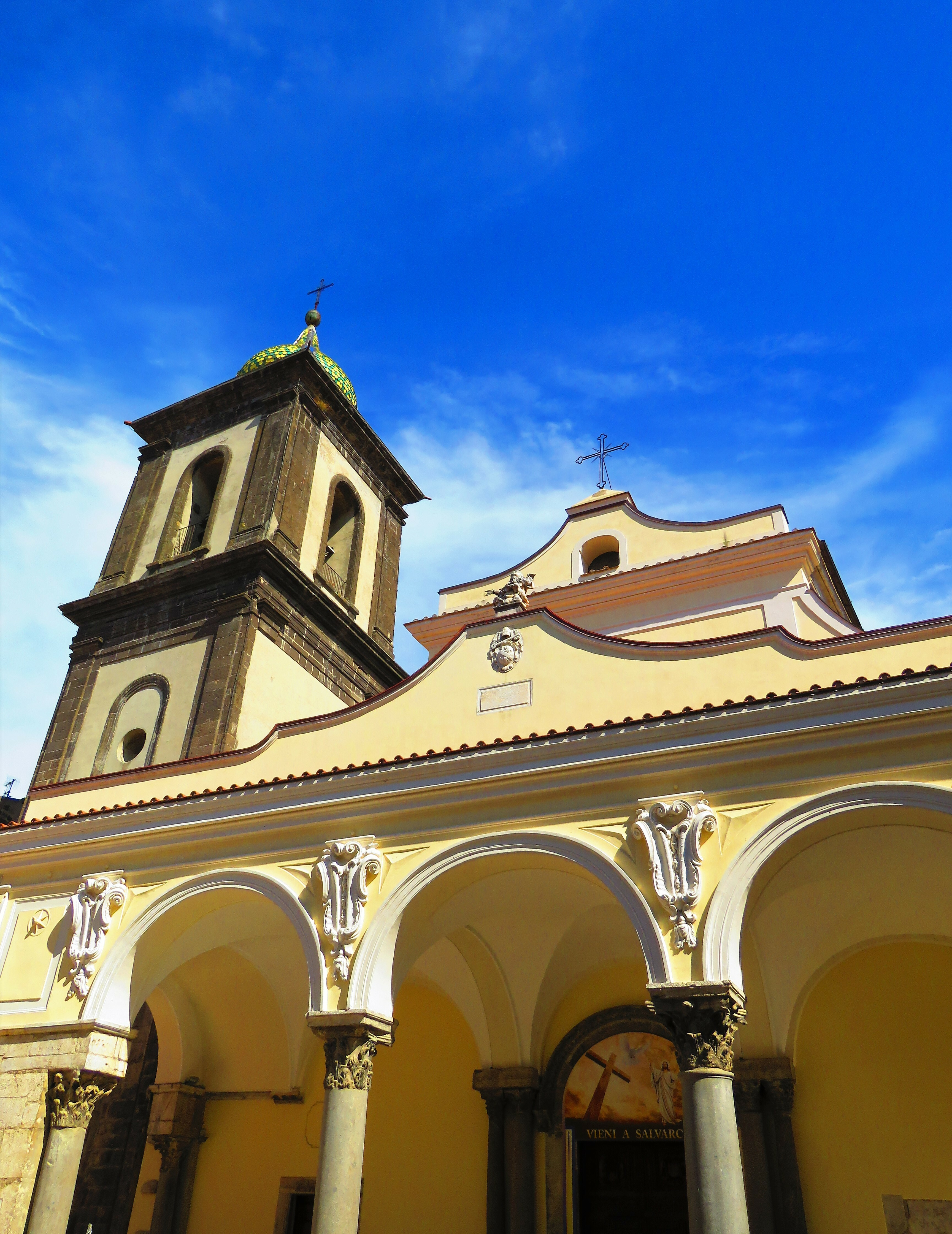
La Catedral

La catedral, dedicada a la Asunción de María, desempeña desde 1986 el papel de concatedral tras la unión de la diócesis local con la de Cerreto Sannita. Fue fundada en 970, reconstruida en el siglo XIII y restaurada varias veces, especialmente después del terremoto del 5 de junio de 1688.
El exterior está constituido por un amplio pronaos de tres tramos sustentados por doce columnas con capiteles de enlace. El portal principal de estilo románico, similar al de la iglesia de San Menna, tiene a ambos lados dos pares de columnas con capiteles de estilo corintio. En el siglo XVII se añadieron los estucos barrocos.
A la izquierda de la fachada se encuentra el campanario, que se desarrolla en tres órdenes superpuestos; la cúpula de tejas es decorada con mayólicas amarillas y verdes.
El interior es una cruz latina con tres naves, transepto, cúpula y presbiterio. En las capillas laterales se encuentran valiosas obras de arte enmarcadas por estucos barrocos y con altares de mármol policromado.
El techo de la nave central está en tablas de madera pintadas y doradas, obra del siglo XIX, mientras que el altar mayor, retrasado respecto a la posición original, es de mármoles policromados incrustados.
Debajo del transepto está la cripta románica, donde las numerosas bóvedas se apoyan en columnas, mientras que en las paredes se pueden admirar varias huellas de frescos.

#### Iglesia de la "Annunziata"

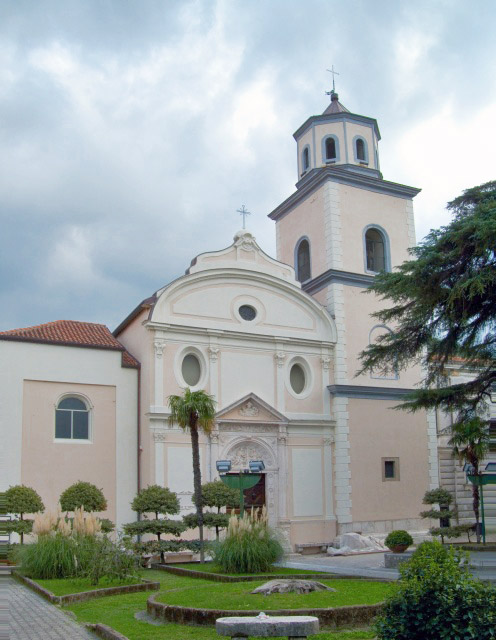
Sant'Agata de' Goti - Iglesia de la Annunziata

En 1764, San Alfonso María de Ligorio constituyó la iglesia parroquial de la población rural del país Sant'Agata. La fachada principal combina rasgos del siglo XVI y el Barroco. Puerta de entrada: la imagen clásica de la piedra del portal en el bisel tiene el misterio de que la iglesia está dedicada a anunciar a María y la Encarnación del Hijo de Dios.
El Padre Eterno, en la cúspide superior, es una parte integral de la escena, tallada en 1563 por los escultores de más talento de la escuela napolitana de Aníbal Caccavello. En 1565 la gran puerta de madera de la entrada es restaurada. El interior tiene una sola sala y ábside cuadrangular con un techo de vigas recientemente reconstruido con los restos iniciales.
La sala está compuesta de capillas barrocas abiertas. Las vidrieras son modernas, obras del maestro Bruno Cassinari que fueron regaladas a la iglesia en 1976, dando al visitante una impresión de éxtasis de colores vivos y brillantes. Los dos semi-arcos en la parte superior de las paredes laterales son una reminiscencia de la cubierta hecha en 1865 por el ingeniero R. Moserá.
La Capilla de Santiago, en estilo barroco, es la segunda a la derecha de la entrada. El altar, tallado en 1714, es obra de Lorenzo Fontana; de 1719 es la estatua del escultor Giovanni Battista Antonini.
La capilla también tenía una función social: se utilizaba para dar limosna a los necesitados.
La Capilla de San Blas es la segunda a la izquierda y fue construida en 1619. En 1703, se enriquece con estuco y los dos frescos que representan a Santo Tomás Giaquinto en la gloria del cielo. Están expuestos a la veneración de los fieles 3 estatuas de Santa Lucía, San Roque y San José.
El ábside conserva considerables rastros en el fresco de historias de santos que los compradores intó en su devoción. En los arcos ciegos de la pared izquierda se pueden admirar los frescos: la Presentación en el Templo y la Huida a Egipto.
Entre las obras más recientes se han descubierto y restaurado numerosos frescos el más importante es un juicio universal que reviste el mostrador, con un fuerte énfasis narrativo, una obra del artista de Campania, de la primera mitad del siglo XV; otros frescos del '300 y' 400 están en el ábside, entre ellos una Crucifixión Anunciación, varios santos y Diáconos. Santa Úrsula y las historias de su vida, San Nicolás de Bari.
En la Capilla de la Anunciación se encuentra la tabla de la Anunciación, pintada quizás por Angiolillo Arcuccio en el siglo XV. Eufórico pinta la concepción trinitaria de la escena: el Dios Padre envía al Espíritu Santo a que mande al Hijo de Dios a tomar carne en el vientre de María.
En la parte trasera podemos admirar la obra de un gran maestro del siglo XV que dio color a los últimos acontecimientos de la vida humana desde una perspectiva cristiana: la Resurrección de los muertos, el Juicio Final, el Infierno y la escena del Paraíso.

#### Iglesia de San Menna

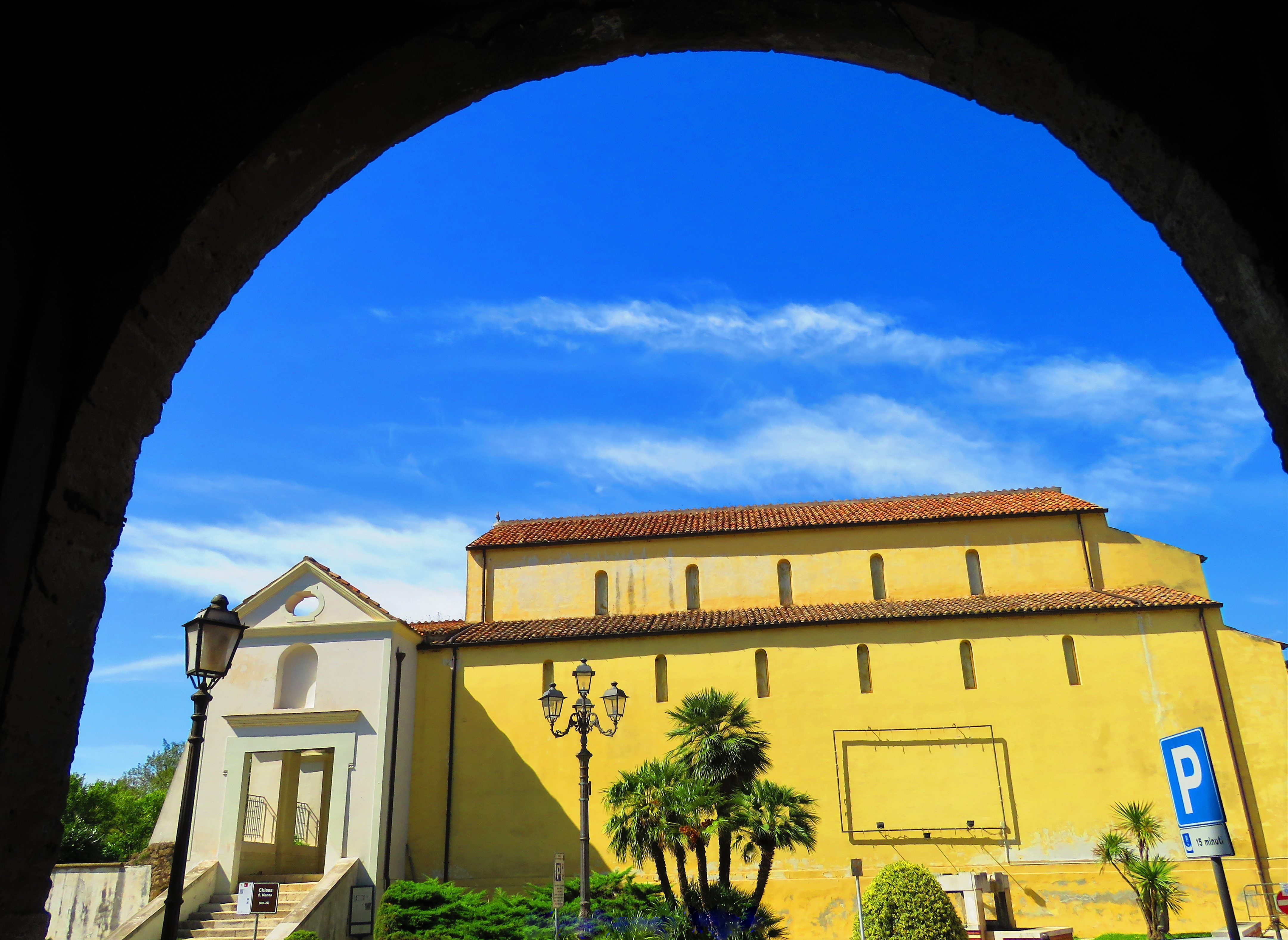
Iglesia de San Menna

"Hombre Venerable", como le llama San Gregorio el Grande (590-604), que vivió en el siglo VI en el Samnio de Benevento, en el momento de la conquista lombarda.
En ese momento las iglesias eran oprimidas y perseguidas, y muchos cristianos fueron esclavizados u obligados a huir.
Nuestro Santo prefirió refugiarse en la montaña, solo, dedicándose a la oración y la penitencia.
Este estilo de vida atrajo a muchos devotos puesto que también se había hecho cargo de los bárbaros, y de hecho, algunos de ellos se convirtieron al evangelio.
Sin un signo de veneración unánime, Menna murió en su ermita al pie del Monte Taburno en Vitulano (Bn) aproximadamente en el 583 dC
El sitio se convirtió rápidamente en un destino de culto y peregrinación.
La Iglesia:

Interior de la iglesia

Fue construida como capilla del castillo del conde Robert Norman, el hijo de Ranulfo, entre 1102 y 1107 y fue dedicada al apóstol Pedro.
Norman era un invitado del conde Robert y consagró la iglesia "en honor del Señor y Salvador de la Bienaventurada Virgen María y de la Santa Cruz y de los Santos Apóstoles Pedro y Pablo y San Menna Confesor ', como se evidencia por las paredes de piedra todavía en la entrada.
Las Reliquias:
Leo Marsicano, cronista de la Abadía de Montecasino, por orden del conde Robert, contó la historia del descubrimiento del cuerpo de San Menna y su traducción en Sant'Agata.
En 1094 el conde, con el deseo de dotar de reliquias a la famosa catedral de Caiazzo, a sugerencia de Madelmo, abad de Santa Sofía en Benevento, y Guiso, abad de San Lupo, entró en una iglesia medio derruida cerca de Vitulano donde, después de muchas dificultades, desenterró el cuerpo intacto de San Menna y lo hizo llevar a esa catedral.
Después de un tiempo, Robert, choca con el insurgente obispo Caiatine, y decide transferir las reliquias sagradas a la capilla de los condes de Sant'Agata. Fueron colocadas en una urna, en la que se colocó una placa con la siguiente inscripción:
HIC REQUIESCIT
CORPUS BENDITO
Menne CONFESSORIS
Fueron colocadas en la urna, separadas de la primera, otras reliquias, especialmente las de San Brizio, obispo de Tours y San miembro (o Sossius) mártir de Miseno. De hecho, en el reverso de la misma lápida está escrito:
HIC REQUIESCUNT CORPORA SANCTORUM BRICII ET Socii Martirum.
La placa fue colocada en el centro del ataúd, sólo para dividir las reliquias de San Menna del otro. De hecho está escrito:
Medietas DE UNOQUOQUE.
Tras la profanación de la urna que tuvo lugar en 1674, las santas reliquias fueron trasladadas a la catedral de Sant 'Agata de' Goti y, el 17 de junio en una urna elegante de ébano y plata cedida por el Obispo Felipe Albini "por los favores recibidos."
Hoy:

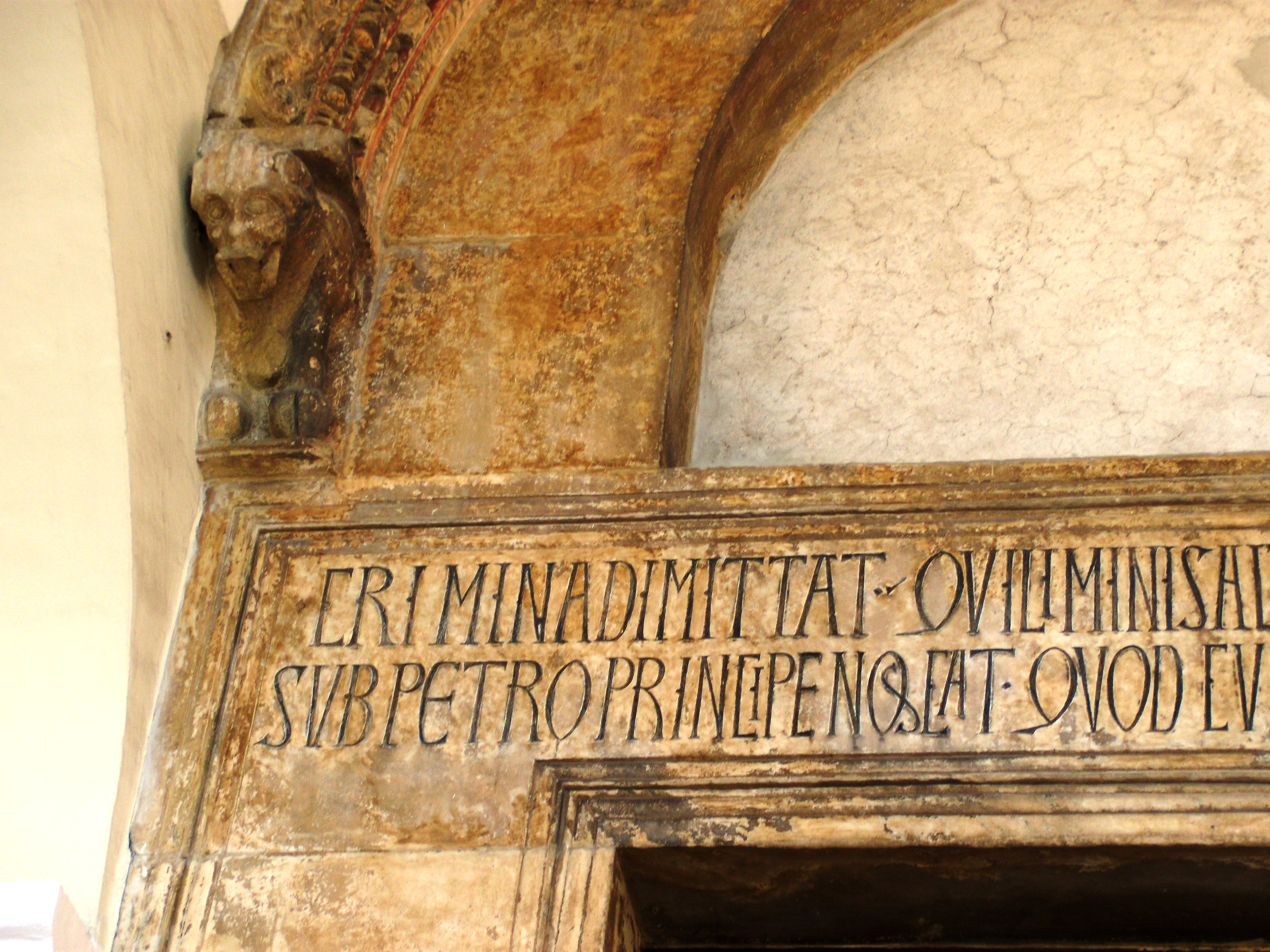
Particular del portal de San Menna

El monumento tiene una planta basilical modelada en Cassino. El portal está coronado por una luneta delimitada por una arcada.
El interior está dividido en tres salas por dos filas de cinco columnas con capiteles que soportan los arcos.
La sala está formada por losas rotas que cierran el coro, todo está cubierto con piso de mosaico, cuidadosamente restaurado en los años 90. Son completamente dependencia sin rasgos y clara sobre los que una vez decorado el piso de la iglesia de la Abadía de Montecasino (1071). Estos, guían al visitante desde la entrada del elevado santuario.
Durante la restauración de los años fueron descubiertos escondidos en el interior de toda la columnata pilares establecidos en este lugar en el siglo XVIII. Bajo el altar del siglo XIX también se encontró una losa de piedra grabada con una cruz griega, rodeada de vides con racimos.
La iconografía, es comparable con muestras similares que se remontan a los primeros cristianos del siglo VI-vii, de inspiración bizantina de Ravenna.
Hoy en día, esta losa proporciona un frontal de altar.

#### Iglesia de Sant'Angelo in Muculanis

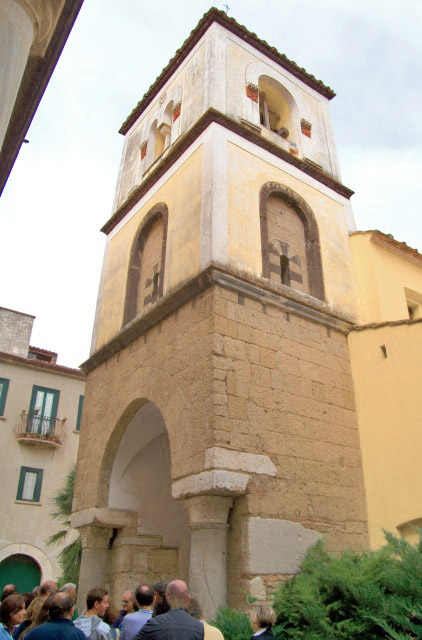
Iglesia de Sant'Angelo in Munculanis.

La Iglesia de Sant 'Angelo de Munculanis, hasta hace unos años era considerada un edificio anónimo del siglo XVIII. Distintas fuentes de archivo y la diligencia de la hermandad previa han permitido descubrir una estructura medieval. Las encuestas antes y después de la restauración y consolidación de las obras, editadas por el Superintendente de ambiental y arquitectónico Caserta, publicadas dentro de las cinco columnas de eje liso al desnudo tal y como lo demuestra la diferencia de altura, es el de materiales, con la mayor cantidad de capital que data probablemente de la Edad Media. En el exterior, alineada con la sala, fue restaurada la entrada original bajo el campanario de las geminadas ventanas románicas y abiertas con dos capiteles tipo percha, y con el apoyo de dos columnas con motivos de estrellas de la primera factura medieval bajo un arco de toba sexto ligeramente arqueado. Bajo el suelo fueron identificados y liberados numerosos restos de los enterramientos de la cripta "en tablero de drenaje", así como se han sacado a la luz las ventanas originales de un solo cristal en las paredes.
Algo muy interesante, ya se ha señalado por el Profesor Cielo, era un peralte de la acera que "podría abrir un discurso haciendo hincapié en la pre-existente romana" y quizás podría ser remanente del piso irregular de mosaico de azulejos en blanco y negro, probablemente de la época griega (II c. de C.), lo puede volver a abrir este debate.
Trajo a la luz, por lo tanto, que es una planta basilical, dividida en tres columnas con capiteles de la época lombarda en la Alta Edad Media. Así pues, la estructura actual corresponde a un edificio renovado probablemente al mismo tiempo en San Menna (siglo XII), la Catedral de San Pedro en Romagnano y, teniendo en cuenta los capiteles de estilo específicos y particulares en el interior. Hay un fresco en la bóveda (Piedad) pintado por Angelo Mozzillo de 1793.

### Edificios civiles
- Palacio Jovene del Girasole;
- Palacio Rainone;

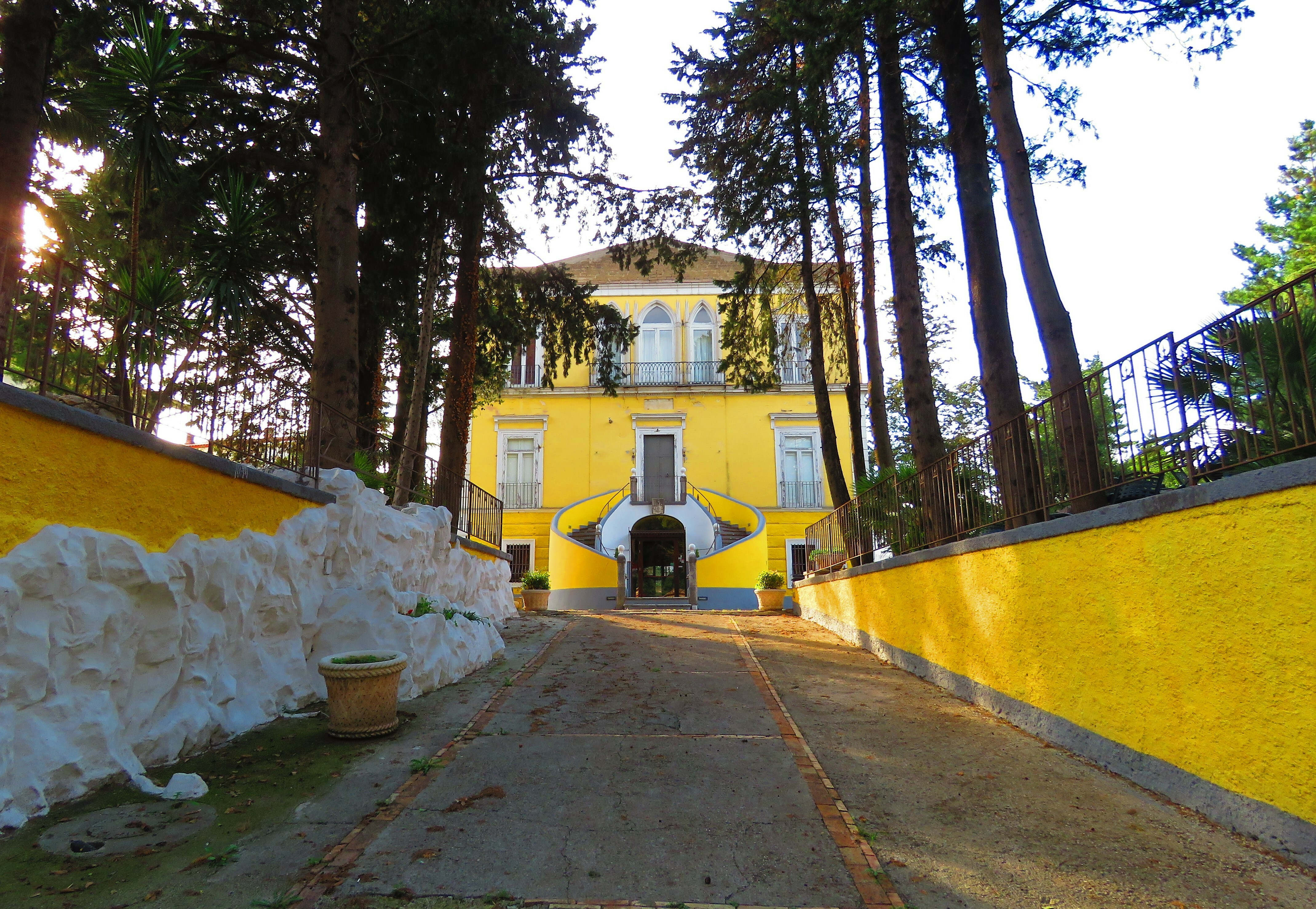
Villa Rainone

- Palacio del obispo, que sufrió muchos cambios a lo largo de los siglos;
- Laboratorio de la empresa Mustilli, productora de vinos; el edificio está caracterizado por una interesante bóveda de cañón;
- Palacio construido por voluntad de Cornelia Pignatelli, que se lo regaló al Hospital "San Giovanni di Dio", colindante con la Iglesia de la SS. Annunziata.

Entre los siglos XVIII y XIX surgieron maravillosos palacios con patios, jardines colgantes, huertas, que constituyen los restos de los pequeños predios usados en la antigua muralla durante los sitios. Los más relevantes son los siguientes :
- Palacio Viscardi;
- Palacio Picone;
- Casa Mongillo;
- Palacio Canelli;
- Palacio Mustilli I y II; uno de los dos cuenta con una colección arqueológica que consta de vasijas, piezas de bronce, monedas, joyas. Las piezas fueron halladas en la antigua Satícula; la familia Mustilli la heredó de la familia Rainone, de la que descendía, tras su extinción;
- Palacio Bellotti-Passarelli, caracterizado por un bonito patio de estilo pompeyano y por adornos y columnas de color blanco. El "piso noble" está adornado con frescos;
- Palacio Tidei;
- Palacio del obispo Jannotta;
- Palacio de Silva;
- Palacio Mosera, que se remonta al siglo XVI; en su interior se halla una almazara del siglo XIX; hoy en día hospeda la Asociación "Pro S. Agata - Pro Loco" y una biblioteca bastante surtida;
- Palacio Testa, que debería haberse convertido en una estación de trenes, pero finalmente fue usado como hogar señorial;
- Palacio De Masi.

Entre el siglo XVIII y el XIX fue erigido también el cementerio, enriquecido por una exedra neoclásica, unos sepulcros y unas elegantes capillas aristocráticas.

## Edificios militares

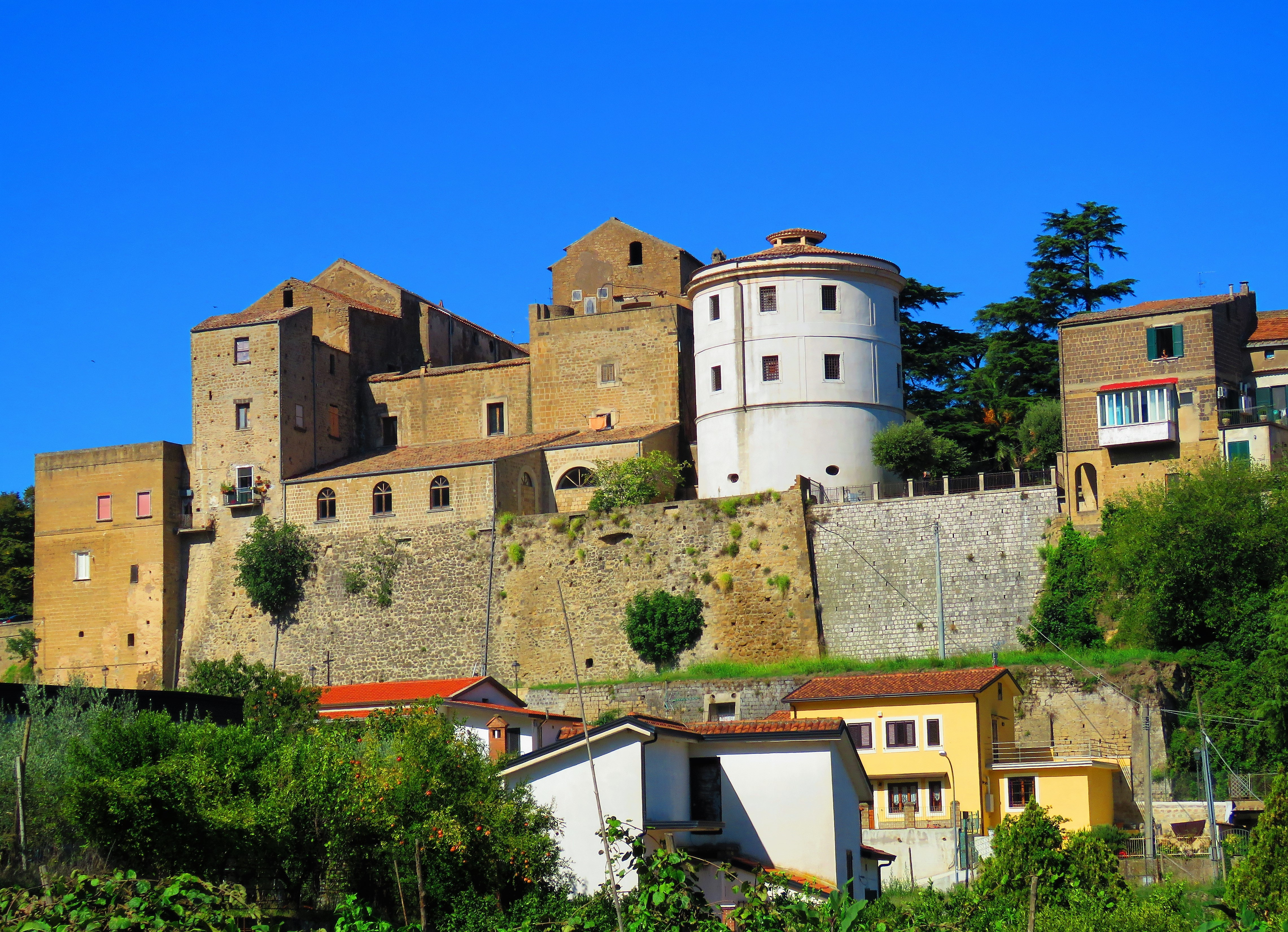
Castillo Ducal

El Castello Ducale (Castillo Ducal) fue fundado por los Longobardos y modificado por los Normandos, que lo concibieron como estructura defensiva; luego fue adaptado a residencia en época renacentista. En el primer piso hay un ciclo de frescos (1710) de Tommaso Giaquinto.

## Demografía
| Gráfica de evolución demográfica de Sant'Agata de' Goti entre 1861 y 2001 |
|                                                                           |
| Fuente ISTAT - elaboración gráfica de Wikipedia                           |

## Curiosidades

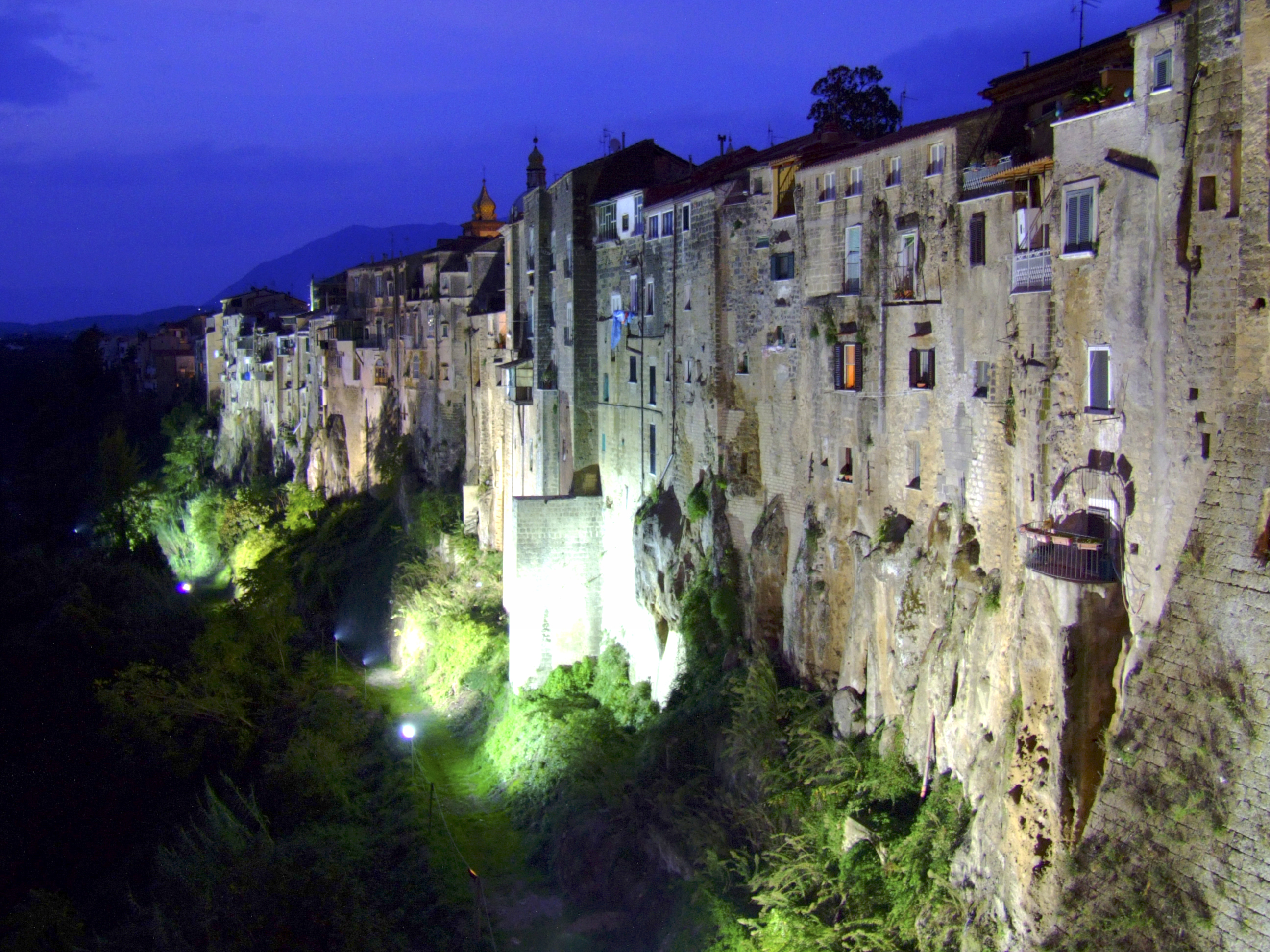
Vista nocturna de las casas colgadas

- Con motivo de la celebración del 50.º aniversario de la firma de los Tratados de Roma, en representación de la cultura y la larga historia del Viejo Continente, Italia ha optado por trabajar un extraordinario jarrón griego que representa la Violación de Europa y de Sant'Agata de 'Goti. Es un jarrón con figuras rojas de la tradición ateniense, que se remonta a mediados del siglo IV a. C., hecho en el taller de cerámica de Paestum y la firma Assteas. Que su origen esté en Sant'Agata de 'Goti no es sorprendente, ya que algunas de las mejores obras de la fábrica de Paestum se encontraron en este centro de Campania-samnita.

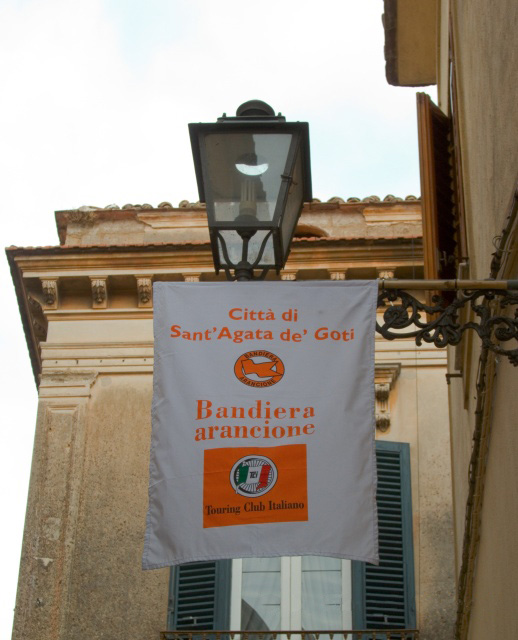
La Bandera Naranja, el reconocimiento de calidad turístico-ambiental otorgado por el Touring Club Italiano

- Sant'Agata ha sido en muchas ocasiones un set de rodaje, de hecho se han filmado allí muchas películas y cortometrajes. Otros “Restos de nada”, basada en la novela homónima de Enzo Striano,” Mi generación”, Silvio Orlando, Claudio Amendola y Stefano Accorsi y “El engaño de la hoja” con Maria Grazia Cucinotta y Nathalie Caldonazzo.
- En la octava edición del SannioFilmFest (2003), festival de cine de vestuario, fue proyectado el estreno nacional de la película “la línea del tiempo”, dirigida por Richard Donner.
- En 2004, junto con la ciudad de Cerreto Sannita, era uno de los dos municipios de Campania nominado a ser galardonado/adjudicado  con el sello/marca de calidad "Bandera Naranja" Touring Club, título que todavía posee.
- Sant'Agata de 'Goti es la ciudad natal del jugador Ignazio Abate del A.C. Milan, el campeón italiano de la temporada 2010-2011.
- Sant'Agata de 'Goti fue sede de la etapa número 7 del Giro de Italia 2011.
- Desde 2012, se unió a la asociación de los pueblos más bellos de Italia.[4]
- Sant'Agata de 'Goti es el lugar de nacimiento de Juan de Blasio, abuelo materno de Bill de Blasio, alcalde de Nueva York 109.º. El abuelo de Bill comenzó en 1905 por el Samnio a buscar fortuna en los Estados Unidos de América[6][7] de la ciudad de Sant'Agata de' Goti en la provincia de Benevento.[8] Sant'Agata de' Goti suele ser el lugar de vacaciones de Bill de Blasio.